# 依網池
依網池（よさみのいけ、よさみいけ）は、日本古代に河内国丹北郡池内村にあったと伝わる池。現代の大阪市住吉区にある大依羅神社周辺にあった。

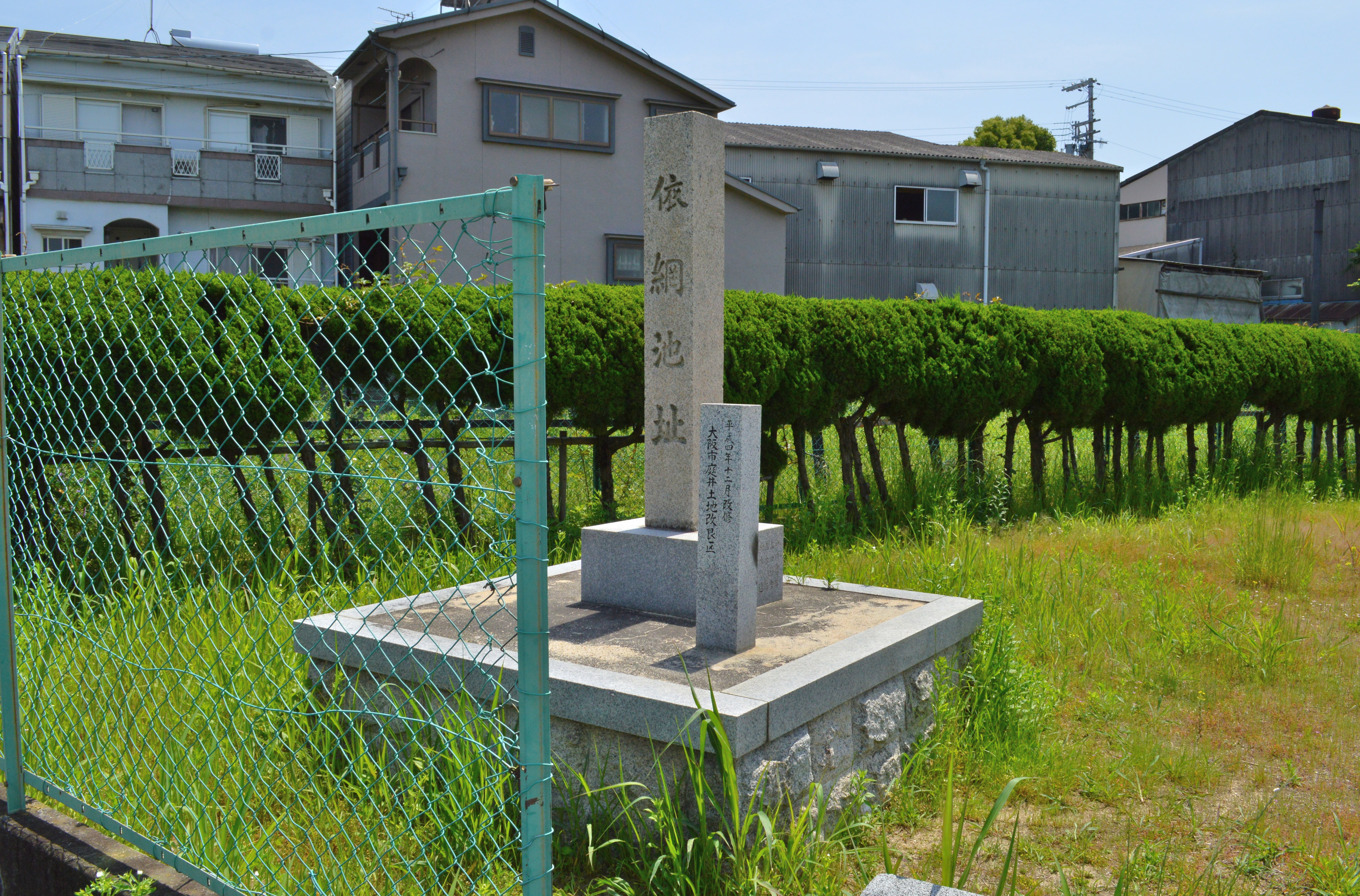
依網池跡碑

## 概要
『古事記』崇神天皇段に「又是の御世に、依網池を作り」とあるのが初出。『古事記』には、仁徳天皇段にも「又丸邇池（わにのいけ）・依網池を作り」とも記されている。瀬戸内海の東岸に位置するこの地域は比較的雨が少ないため、段丘面に溜池が多く築造されているが、依網池は北あるいは北東に緩く傾斜する段丘面に作られ、築造当時の広さは50ヘクタールから60ヘクタールだったと推定される。西除川の水の一部と中位段丘面を流れ落ちる少量の水を一時的に貯えたのち、下流の段丘面に開かれた水田の灌漑に用いられたものと想定され、住吉大社の門前まで導かれたものと思われる。以下の記述でに紹介する歌にも歌われているように、蓴菜や蓮を浮かべられるような水深の浅い池であったと思われる。
『日本書紀』巻五によると、崇神天皇は、
という詔を出し、その三ヶ月後に依網池が完成した、となっている。
『書紀』巻第十によると、大鷦鷯尊は応神天皇より髪長媛を下賜され、喜んで以下のような歌を歌ったという。
『書紀』巻第二十二の中に、推古天皇が大量に築いた池の中に河内国の池として依網池の名があげられている
このほか、万葉集巻第七の柿本人麻呂の旋頭歌にも、
として池周辺のことが詠まれているようである。
以上が記録に表れる「依網池」であるが、池が実際に何年に築かれたのか、誰が築いたのかはっきりとは記されておらず、関連して現れる依網屯倉についても同様である。5世紀前半から7世紀初頭にかけて、大王の権力によって池が築造され、農地を開拓して屯倉を経営したものと思われる。
宝永元年（1704年）に大和川の付け替え工事が行われると、池自体がほとんど大和川にされたことにより大半が消滅した。しかし、一部は大依羅神社の横に残されており味右衛門池と呼ばれるようになった。その後、庭井の池と呼ばれていたが、1969年（昭和44年）に神社の西に隣接する阪南高等学校のグラウンドにされるため埋め立てられて消滅した。池の痕跡として大依羅神社の近くに碑が残されている。